# Valse koning van Heverlee
De valse koning van Heverlee was een studentengrap in de Belgische studentenstad Leuven op 21 november 1951. Met een dubbelganger van koning Boudewijn I van België werden de kloosterzusters van het Heilig Hartinstituut in Heverlee om de tuin geleid.

## Verloop

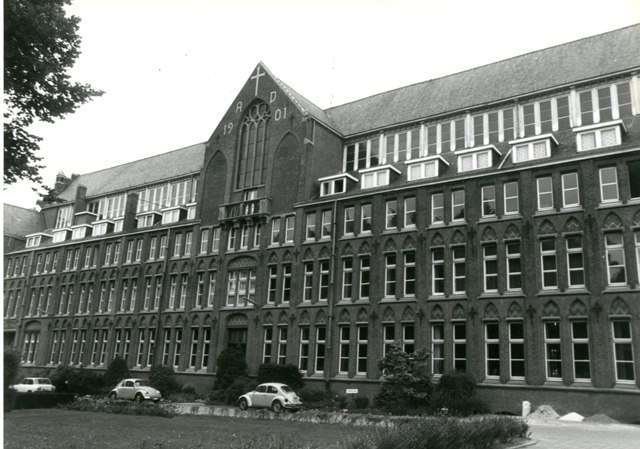
Heilig Hartinstituut Heverlee in de jaren 1950

Op 11 augustus 1950 werd Boudewijn van België prins-regent en op 17 juli 1951 werd hij vijfde koning der Belgen, 21 jaar oud. In november 1951 zat hij nog maar enkele maanden op de troon. Van hem waren slechts enkele zwart-witte krantenfoto’s bekend.
Enkele Waalse studenten van de Université Catholique de Louvain, toen nog een instelling met de Katholieke Universiteit Leuven, zagen in een café een medestudent binnenstappen. Het ging om Hugo Engels (1933-2016). Deze Nederlandstalige student geneeskunde leek volgens hen sprekend op koning Boudewijn. Het plan rijpte om een grap uit te halen in het nonnenpensionaat der Annuntiaten in Heverlee.
Op 21 november 1951 rinkelde de telefoon bij de overste der Annuntiaten in Heverlee. Een stem in het Frans kondigde een blitzbezoek aan van Boudewijn, koning der Belgen, nog diezelfde voormiddag. De school stond op stelten want alle lessen werden opgeschort, de leerlingen dienden in groten getale een erehaag te vormen en de feestzaal vulde zich met kloosterzusters, personeel en leerlingen. Kort nadien kwam een 15-koppige delegatie aan in het Heilig Hartinstituut; de studenten hadden enkele zwarte wagens gehuurd. Engels stapte uit en stelde zich voor als koning Boudewijn. Het viel enkele omstaanders op dat de hele hofhouding in strak pak wel erg jong voorkwam. Een student liet zich doorgaan als journalist met de camera van zijn vader in de hand. De ontvangst verliep plechtig. De zusters toonden de kapel Onze-Lieve-Vrouw Boodschap. Toen iemand van de studenten een opmerking maakte over de engelen, werd er gegrinnikt bij de medestudenten. Het gezelschap viel door de mand toen een politiepatrouille het schooldomein opreed. De studenten renden door elkaar voor de ogen van 1.500 schoolmeisjes. De Rijkswacht van Leuven sloot het groepje op in de kazerne. De pers kreeg het verhaal te horen en ook de buitenlandse pers berichtte over de grap met de dubbelganger van Boudewijn.

## Afloop
De studenten kregen tuchtstraffen van de universitaire overheid doch ze werden verder niet vervolgd. Er kwam namelijk geen gerechtelijk onderzoek (en geen proces) wegens majesteitsschennis. Journalisten berichtten dat koning Boudewijn persoonlijk tussenkwam om de zaak van de studentengrap zo snel mogelijk af te ronden.
Hugo Engels, de dubbelganger van Boudewijn, sprak nooit meer in het openbaar over het voorval. Hij werd later arts-reumatoloog in Ekeren en stierf in 2016. Een van de Waalse studenten werd later politicus; het was Guy Spitaels (1931-2012).